# Burg Jungnau
Die Burg Jungnau, auch Schloss Jungnau genannt, ist die Ruine einer Höhenburg auf einem felsigen Hügel bei etwa 620 m über NN im Ortskern neben der Kirche St. Anna in Jungnau, einem Stadtteil von Sigmaringen im Landkreis Sigmaringen in Baden-Württemberg.

## Geschichte

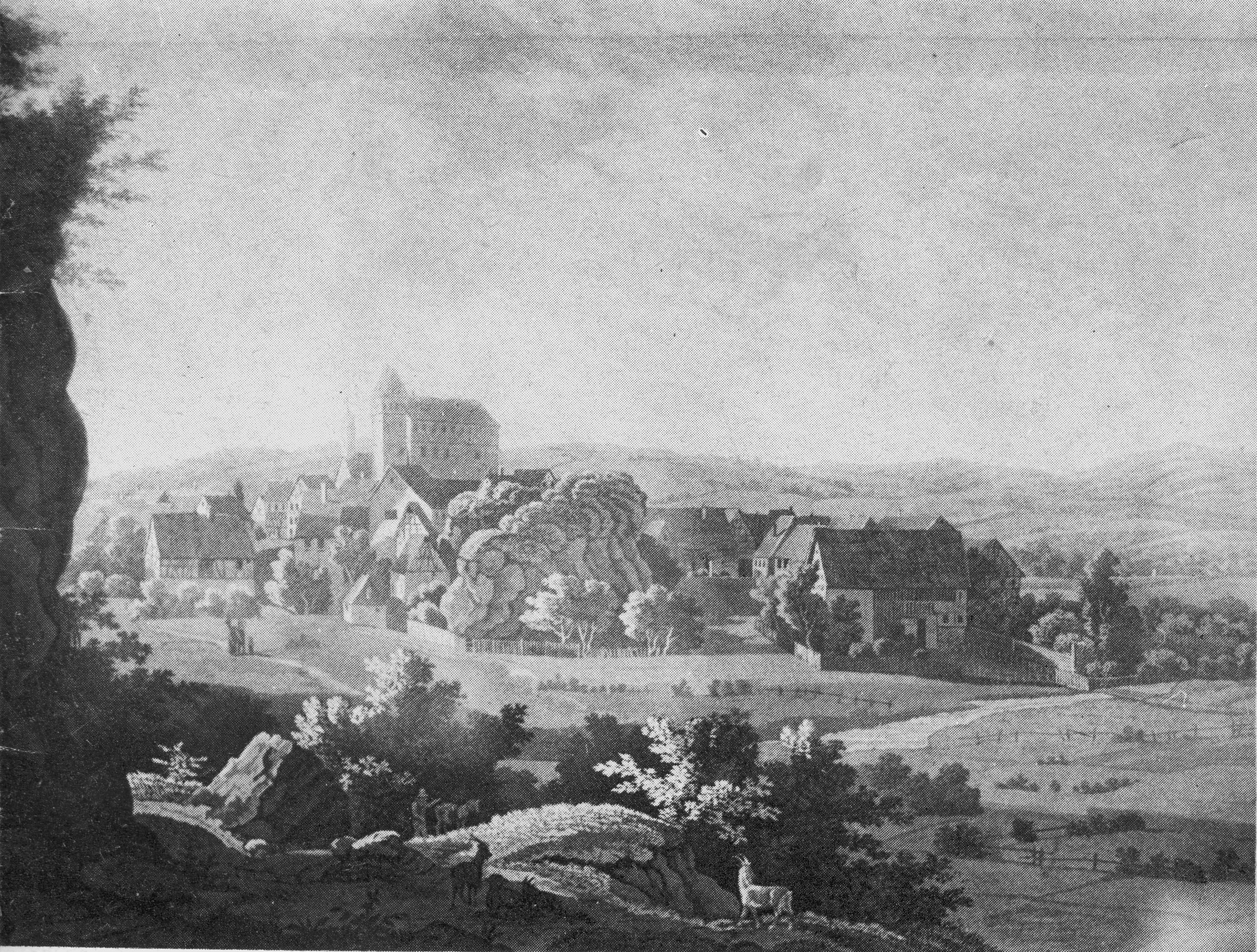
Burg und Ort Jungnau um 1834

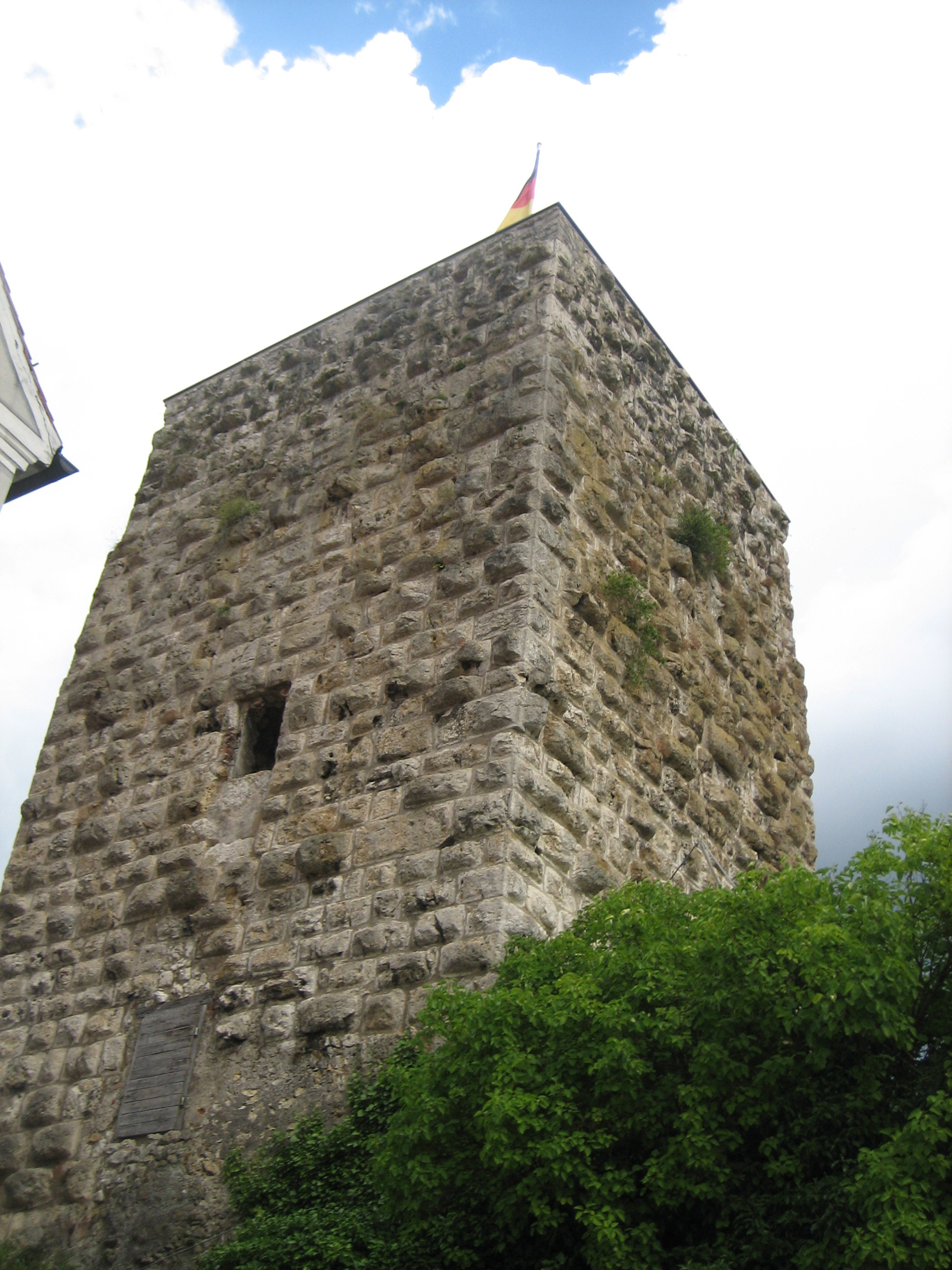
Der Bergfried als Rest der Burg in der Gegenwart

Die von Burkkhard von Jungingen in direkter Nachbarschaft der Burg Schiltau erbaute Ortsburg wurde 1333 erstmals im Besitz seiner Söhne Burkhart und Johannes erwähnt und war 1418 im Besitz der Grafen von Werdenberg. Von 1534 bis 1806 war die Burg im Besitz der Fürstenberger und wurde Sitz des Obervogtes. Der Palas der Burg wurde zum Schloss umgebaut. 1842 wurde der obere Turmteil abgebrochen, 1844 das Schloss bis auf den Bergfried. Auf dem Areal wurde ein Schul- und Rathaus erbaut.

## Anlage
Von der ehemaligen Burg- und Schlossanlage ist nur der Bergfried, dessen Fachwerkoberbau mit Satteldach 1844 abgebrochen wurde, in einer Höhe von 18 Meter auf einer Grundfläche von 8,55 × 8,85 Meter erhalten, ausgestattet mit einem spitzbogigen Eingang in zwölf Meter Höhe und einer Mauerstärke von drei Meter. An der Nordseite des Bergfrieds befand sich der mittelalterliche Palas und spätere Schlossbau. An der Stelle des Pfarrhauses befand sich der Fruchtkasten, von dem sich noch Grundmauern mit einzelnen Buckelquadern erhalten haben. Der Bergfried wird heute auch „Kaiser-Wilhelm-Turm“ genannt.